# Hydnophytum papuanum
Hydnophytum papuanum är en måreväxtart som beskrevs av Odoardo Beccari. Hydnophytum papuanum ingår i släktet Hydnophytum och familjen måreväxter.
Artens utbredningsområde är Papua Nya Guinea. Inga underarter finns listade i Catalogue of Life.